# Неогеновий період
| Неогеновий період                                             |                                                          |
| Хронологія                                                    | 23.03–2.588 млн років тому                               |
| Середня концентрація кисню (O2) впродовж періоду              | бл. 21.5 % (108 % від сучасного рівня)                   |
| Середня концентрація вуглекислого газу (CO2) впродовж періоду | бл. 280 ppm (у 1 разів більше доіндустріального періоду) |
| Середня температура поверхні впродовж періоду                 | бл. 14 °C (на 0 °C вище сучасного рівня)                 |

Неоге́новий пері́од, неоген — другий період кайнозойської ери історії Землі. Тривав від 23,03 до 2,588 млн років тому. Як самостійний стратиграфічний підрозділ неоген був виділений австрійським геологом Моріцем Гьорнесом у 1856 році.

## Підрозділи
| Система/ Період                                                        | Відділ/ Епоха  | Ярус/ Вік                | Вік (млн років) | Вік (млн років) |
| ---------------------------------------------------------------------- | -------------- | ------------------------ | --------------- | --------------- |
| Четвертинний, Q                                                        | Плейстоцен, Q1 | Гелазький                | молодше         | молодше         |
| Неоген, N                                                              | Пліоцен, N2    | П'яченцький, N2pla       | 2,58            | 3,60            |
| Неоген, N                                                              | Пліоцен, N2    | Занклійський ярус, N2zan | 3,60            | 5,33            |
| Неоген, N                                                              | Міоцен, N1     | Мессінський, N1mes       | 5,33            | 7,25            |
| Неоген, N                                                              | Міоцен, N1     | Тортон, N1tor            | 7,25            | 11,63           |
| Неоген, N                                                              | Міоцен, N1     | Серравалійський, N1srv   | 11,63           | 13,82           |
| Неоген, N                                                              | Міоцен, N1     | Лангійський, N1lan       | 13,82           | 15,97           |
| Неоген, N                                                              | Міоцен, N1     | Бурдігальський, N1bur    | 15,97           | 20,44           |
| Неоген, N                                                              | Міоцен, N1     | Аквітанський, N1aqt      | 20,44           | 23,03           |
| Палеоген, P                                                            | Олігоцен, Р3   | Хаттський, Р3h           | старіше         | старіше         |
| Підрозділи неогенової системи наведені згідно МКС, станом на 2018 рік. |                |                          |                 |                 |
| п о р                                                                  |                |                          |                 |                 |

Неогенова система не має загальноприйнятих ярусів, тільки в Європі існують три самостійні стратиграфічні шкали неогену. Одна з них встановлена для Середземноморської провінції і користується найбільшим визнанням, а решта дві — для внутрішньоконтинентальної Європи, тобто для центральної і східної частин Паратетису.
Неоген складається з двох епох — ранньої, або міоцену (23,03–5,333 млн років тому), та пізньої, або пліоцену (5,333–2,588 млн років тому).
Неоген загалом характеризується низьким рівнем Світового океану, завершенням утворення сучасних гірських масивів, досить суворим кліматом з чіткою зональністю та кількома зледеніннями в північній та південній півкулях.
У неогені тривала альпійська складчастість, значні площі земної поверхні звільнилися від моря. Були поширені хвойні і тропічні ліси. Неогенові відклади поширені під покривом четвертинних на всіх континентах і на дні океанів. Неогенова система була одним з найбільш геократичних етапів у розвитку Землі, особливо його друга половина — пліоцен. До кінця пліоцену сформувалися основні елементи сучасного рельєфу і гідромережі, завершилося утворення численних гірських систем — Альп, Карпат, Балкан, Апеннін, Криму, Кавказу, Гімалаїв, Кордильєр тощо.

## Корисні копалини

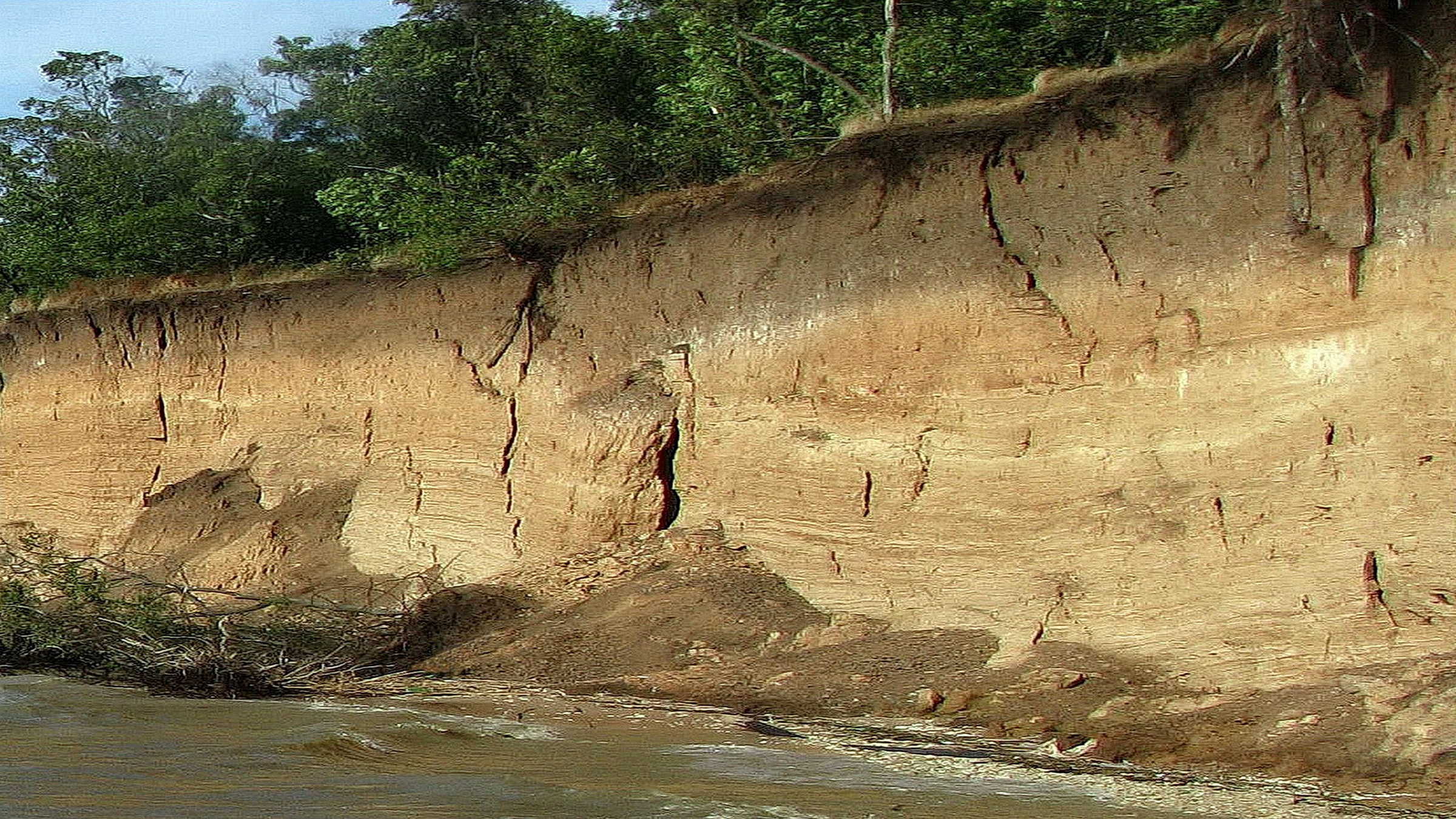
Відслонення неогенових черепашників уздовж узбережжя Каховського водосховища

З неогеновими відкладами пов'язані численні родовища корисних копалин. З осадових найважливіші родовища нафти і газу в прогинах Близького і Середнього Сходу, Каліфорнії, Аляски, Японії, Прикарпатському, Азово-Кубанському, Терсько-Каспійському; западинах — Закарпатській, Східно-Чорноморській, Південно-Каспійській та ін.; депресіях — Охотській, Анадирській, ін. Численними в неогенових відкладах є родовища бурого вугілля і лігнітів, рідше — кам'яного вугілля. Відмічені родовища сірки пов'язані головним чином з евапоритовими формаціями (Передкарпаття, Апенніни, Сицилія), а також поклади солей (Передкарпаття, Закарпаття, Закавказзя, Середня Азія та ін.). В неогеновій системі утворилися розсипні родовища титану, олова, ільменіту, рутилу, циркону та ін., численні бокситові родовища тропічного поясу (Ямайка, Гаяна, Суринам, Гана, Гвінея), родовища бентонітових і палигорськітових глин, алунітів, перлітів, каолінітів, галуазиту, а також вапняків, кварцових пісків, пісковиків, діатомітів, глин. З інтрузивними і ефузивними породами пов'язані численні і різноманітні родовища руд ртуті, олова, свинцю, цинку, стибію та ін., які створюють місцями рудні пояси (поліметалічний пояс Перу, золотоносний пояс Еквадору, оловоносний і мідноносні пояси Болівії, мідно-срібні родов. Центр. Америки та ін.). У океанічних областях піщано-глинисті шельфові відклади у багатьох районах нафтогазоносні: Мексиканська та Ґвінейська затоки, Карибське, Середземне, Червоне моря, шельфи Чилі, Перу, Еквадору, Каліфорнії.